# Елстра
Елстра (на немски: Elstra; на горнолужишки: Halštrow) е град в Германия, разположен в окръг Бауцен, провинция Саксония. Към 31 декември 2011 година населението на града е 2940 души.